# Ostry poker w Małym Tokio
Ostry poker w Małym Tokio (w Polsce znany alternatywnie jako Starcie w japońskiej dzielnicy) – amerykański film fabularny z 1991 roku w reżyserii Marka L. Lestera, twórcy Komando (1985) – filmu akcji z Arnoldem Schwarzeneggerem.
Jest to pierwszy film wyprodukowany indywidualnie przez Stany Zjednoczone, w którym wystąpił aktor Brandon Lee. Projekt reklamowany był wszak nazwiskiem Dolpha Lundgrena.

## Opis fabuły
Detektyw Chris Kenner, mistrz wschodnich sztuk walki, tropi lokalną mafię narkotykową. Jej szefem jest okrutny Yoshida, który wiele lat temu wdarł się w spokojne wówczas życie Kennera, z zimną krwią pozbawiając go bliskich. Partnerem przydzielonym bohaterowi zostaje Johnny Murata, Japończyk wychowany w Kalifornii.

## Ekipa realizacyjna
- Mark L. Lester − reżyser
- Mark L. Lester, Martin E. Caan − producenci
- John C. Broderick − koproducent
- Mark Irwin − operator
- David Michael Frank − kompozytor
- Robert A. Ferretti, Steven Kemper, Michael Eliot − montażyści
- Stephen Glantz, Caliope Brattlestreet − scenarzyści
- Robyn Williams − kostiumograf
- Ellen Totleben, Craig Stearns, Bill Rea − scenografowie

### Obsada aktorska

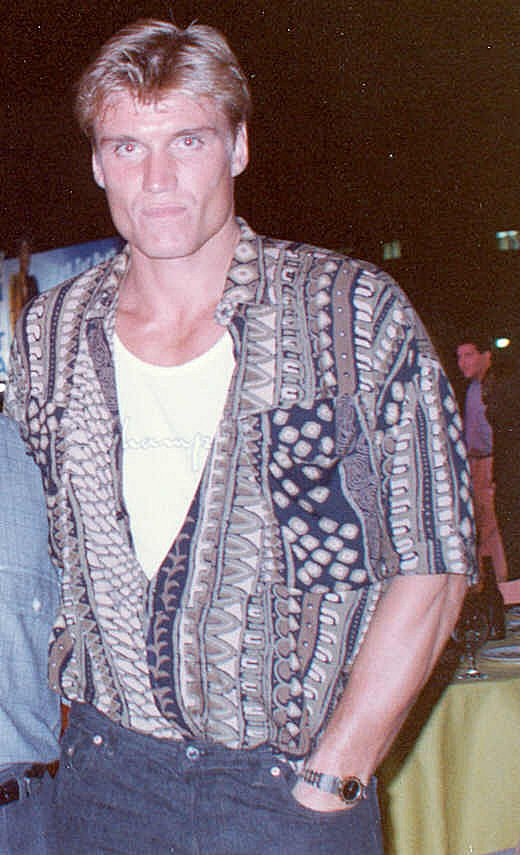
Odtwórca roli głównej, Dolph Lundgren, podczas premiery filmu Air America − sierpień 1990 r., pięć miesięcy przed rozpoczęciem produkcji filmu Ostry poker w Małym Tokio.

- Dolph Lundgren − sierżant Chris Kenner
- Brandon Lee − Johnny Murata
- Cary-Hiroyuki Tagawa − Funekei Yoshida
- Tia Carrere − Minako Okeya
- Toshirō Obata − Sato
- Philip Tan − Tanaka
- Rodney Kageyama − Eddie
- Ernie Lively − detektyw Nelson
- Renee Griffin − Angel Mueller
- Reid Asato − Muto
- Takayo Fischer − Mama Yamaguchi
- Simon Rhee − Ito
- Vernee Watson-Johnson − Nonnie Russell, koroner
- Gerald Okamura − Hagata, kat przeprowadzający tortury na Kennerze i Muracie
- Branscombe Richmond − mężczyzna stojący w drzwiach (poza czołówką)
- James Taenaka − Hardboy (poza czołówką)
- Lenny Imamura − kickbokser #1
- Roger Yuan − kickbokser #2

## Produkcja

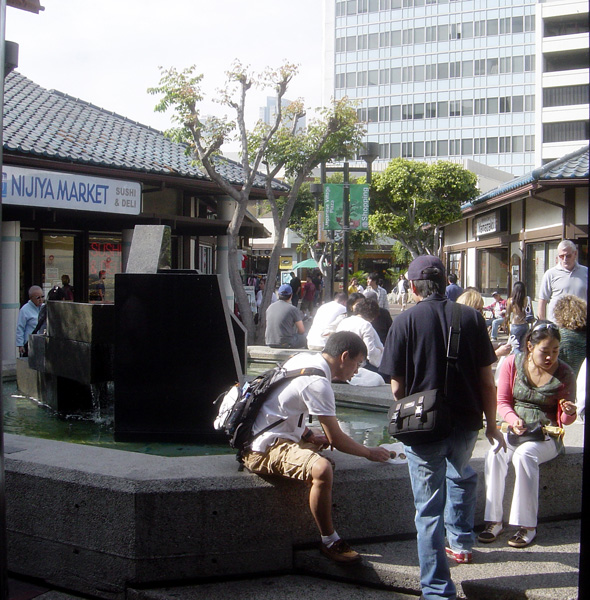
Little Tokyo − dzielnica Los Angeles, w której nagrywano film.

Projekt kręcono w Los Angeles w stanie Kalifornia, między innymi w tytułowej dzielnicy Little Tokyo. Zdjęcia ruszyły 14 stycznia 1991 roku, a zakończyły się niespełna dwa miesiące później − 8 marca. Szacuje się, że budżet, jaki posłużył do nakręcenia obrazu, wyniósł ok. 8 milionów dolarów.

### Obróbka montażowa
Z gotowego filmu wycięto blisko trzynaście sekund, by uniknąć przyznania przez MPAA kategorii "NC-17" (film przeznaczony jedynie dla osób powyżej 17. roku życia). Ten materiał to:
- dodatkowe ujęcie topless podczas imprezy przy basenie,
- scena, w której Yoshida odbywa stosunek płciowy z dziewczyną imieniem Angel, a następnie pozbawia ją głowy,
- podwodne ujęcie, w którym Kenner dźga mężczyznę,
- scena gwałtu dokonywanego na Minako, która znalazła się w wersji kontrolnej filmu (zaprezentowanej wyselekcjonowanej widowni przed premierą).

### Homoerotyzm filmu
Film uchodzi za homoerotyczny, głównie za sprawą swoich dialogów. W jednej ze scen Johnny Murata zwraca się do swojego policyjnego partnera Chris Kennera w niedwuznaczny sposób: "Jeśli mamy dziś zginąć, chcę, żebyś wiedział, że masz największą fujarę, jaką kiedykolwiek widziałem." − wyznaje. W indywidualnej ocenie licznych komentatorów, bohaterowie kreowani przez Dolpha Lundgrena i Brandona Lee są skrytymi homoseksualistami, wzajemnie sobą zainteresowanymi. Słuszność interpretacji jest kwestią sporną.